# L'uomo del fiume nevoso
L'uomo del fiume nevoso (The Man from Snowy River) è un film diretto da George Trumbull Miller.
Il cast comprende Kirk Douglas nel doppio ruolo dei fratelli Harrison e Spur.

## Trama
Jim Craig vive tra le montagne dell'Australia con suo padre. Il padre resta ucciso  in un incidente e il giovane scende nella pianura per cercare un lavoro. Viene assunto da Harrison, un ricco proprietario terriero, e si innamora della figlia del suo capo. Dopo varie peripezie, un cavallo prezioso fugge  e si unisce a un branco di cavalli selvaggi. Tutti i cow-boy della zona si riuniscono per inseguire i cavalli selvaggi e separare il cavallo dal resto del branco. Ma il cavallo sfugge a tutti tranne a Jim Craig. Da quel momento sarà considerato un “vero uomo delle montagne”.